# Streptomyces halstedii
Streptomyces halstedii ist eine Bakterienart. Sie kann für den Abbau von Xylan, Bildung von Vitamin B12 und verschiedenen Antibiotika genutzt werden.

## Merkmale
Streptomyces halstedii bildet weit verzweigte Substrat- und Luftmyzelien.
Die Sporen treten in Kettenform auf. Die Sporenketten sind überwiegend gebogen, aber viele Haken und einige unregelmäßige Windungen, die der Morphologie von Rectiflexibiles ähneln, werden auf Hefe-Malz-Agar und Glycerin-Asparagin-Agar gebildet. Vom rectiflexibilen Typ sind Sporenketten, die gerade oder gebogen sind und teilweise in Faszikeln auftreten. Die Sporenketten bei Streptomyces halstedii sind kurz, 3–10 Sporen pro Kette. Die Sporenbildung kann gering sein, insbesondere auf Haferflockenagar. Die Oberfläche der Sporen ist glatt.

## Stoffwechsel und Wachstum
Streptomyces halstedii ist chemoorganotroph, es nutzt organische Stoffe für das Wachstum. Es ist aerob, benötigt also Sauerstoff. Es nutzt für das Wachstum D-Glucose, L-Arabinose, D-Xylose und D-Fructose. Kein Wachstum oder nur Spuren von Wachstum treten auf Saccharose, Iso-Inositol, D-Mannitol, Rhamnose und Raffinose auf.

## Nutzung
Streptomyces halstedii wird für die Produktion von Vitamin B12 eingesetzt. Streptomyces halstedii produziert des weiteren verschiedene Antibiotika, wie z. B. Magnamycin B1 (auch als Carbomycin beteichnet), Vicenistatin,  Deltamycin A2 und A3, Bafilomycin B1 und  C1.

## Systematik
Streptomyces halstedii zählt zu der Streptomycetaceae (Stand 16. Mai 2025). Sie wurde erstmalig von Waksman und Curtis im Jahr 1916 beschrieben.